# Bradley Pryce
Bradley Pryce (født 15. marts 1981) er en britisk tidligere professionel bokser. Han var Britisk weltervægtmester to gange, Commonwealth mellemvægtmester titel og har udfordret om den Europæiske letmellemvægts-titel.
Han mest bemærkelsesværdige sejr var mod Patrick Mendy, mens han har tabt til kendte navne som Billy Joe Saunders, Chris Eubank Jr., Torben Keller og Zach Parker.